# 坦巴加 (馬里)
坦巴加（法語：Tambaga），是馬里的城鎮，位於該國西南部，由卡伊區的基塔省負責管轄，面積502平方公里，海拔高度322米，2009年人口11,152，人口密度每平方公里22.22人。